# Colossus (seriefigur)
Colossus (eg. Piotr Nikolaievitch "Peter" Rasputin) är en superhjälte med kraften att förändra sin kropp till organiskt stål och blir då övermänskligt stark.
Han kommer ursprungligen från Sovjetunionen, men är nu en medlem av X-Men. Han har en romans med Shadowcat.
Figuren spelas av Daniel Cudmore i X-Men 2 (2003), X-Men: The Last Stand (2006) och X-Men: Days of Future Past (2014).